# 須波阿湏疑神社
須波阿湏疑神社（すわあずきじんじゃ）は、福井県今立郡池田町稲荷にある神社。
「湏」（さんずい+頁）がJIS X 0208に含まれない字であるため、ウェブ上では「須波阿須疑神社」という代用表記も見られる（本来は別字）。

## 概要
『延喜式神名帳』にある「須波阿湏疑神社三座（越前国・今立郡）」に比定される式内社（小社）の論社。近代社格では県社と呼ばれる。

## 文化財
本殿
三間社流造、桁行3間4.88メートル、梁間2間3.15メートル、檜皮葺、向拝3間。室町期、県内最古の神社本殿建築で、昭和16年（1941年）に当時の国宝保存法に基づく国宝（旧国宝）に指定され、1950年の文化財保護法施行後は国の重要文化財となっている。
拝殿
現在の拝殿は、江戸時代前期の元禄2年（1689年）に建てられたもので、入母屋、銅板葺（元茅葺）、平入、桁行8間、梁間5.5間、外壁は素木板張り。この拝殿は能舞台にもなっており、大正5年（1917年）までは、ここで能が奉納されていた。江戸前期と歴史は古く、町の文化財に指定されている。
山門（楼門）
三間一戸、切妻、銅板葺（元茅葺）、八脚楼門形式となっている。外壁は真壁造り白漆喰仕上げ、木部は弁柄色、神仏習合の名残が見られる。江戸後期の楼門建築の遺構として貴重で、こちらも町の文化財に指定されている。

## 特徴
社宝
社宝である能面「天神」は元亀2年（1571年）に野尻出身の千代熊丸が奉納したもので、国の重要美術品に認定されている。
能面まつり
能が奉納されなくなった現在は、毎年2月6日に「能面まつり」が行われている。この日は参拝者に小豆粥が振る舞われる。
稲荷の大杉
御神木である「稲荷の大杉」は、本殿裏山中腹にあり、伊弉諾尊・伊弉冊尊2柱の神を祀り、荒魂大杉大明神と称される。推定樹齢500年、樹高40メートル、目通り幹周8.6メートル、根回り11.7メートル、北陸地方を代表する大木で、福井県の天然記念物である。

## 神事
例大祭（池田大祭）
例大祭は毎年1回、6月10日周辺の3日間で行われる。豊作などを願う行事として、江戸時代以前から続く。
- 9日 県無形民俗文化財「池田追分」
- 10日（中日）午前 祝詞奏上・玉串奉てん
- 同日午後 - 11日 浦安の舞の奉納（他に、相撲の奉納、越前市の太鼓グループによる演奏など）

## 歴史
創建は第25代武烈天皇の御代、信濃国一宮である諏訪大社の御分霊（建御名方神）を勧請したのが始まりとされている。
その後、地元神で「あづき神」、つまり小豆島の神である大野手比売命を合祀し、奈良時代の霊亀2年（716年）には倉稻魂命（稲荷神）を合祀した。
現在までに、正殿が倉稻魂命、右殿が建御名方命、左殿が大野手比売命で、太田命・大己貴命を配祀する。池田郷の48ヶ村の惣社として信仰を集め、歴代領主にも崇敬された。
中世の戦乱により一時衰退したが、延徳3年（1491年）、朝倉貞景の家臣池田時忠が再興し、社殿を造営した。これが現在の本殿である。
しかし、安土桃山時代の天正2年（1574年）、一向一揆によって本殿を残して多くの社殿、社宝、記録などを焼失。庇護者だった朝倉氏も滅亡したため、再び衰退する。
文禄4年（1595年）から再興され、慶長5年（1600年）には拝殿が再建された。その後の領主からは修理・改修のごとに白銀が寄進された。
江戸時代後期の嘉永3年（1850年）、現在に残る神門が建立された。
明治6年（1873年）、県社に列し、明治41年（1908年）には神饌幣帛料供進社に指定された。

## 現地情報

### 所在地
福井県今立郡池田町稲荷13-1

### 交通アクセス
- 最寄駅 : JR西日本 武生駅
  - バス : 池田町行きバス「稲荷」下車徒歩2分
- 車 :  北陸自動車道「武生IC」または「鯖江IC」から30分、「福井IC」から35分

### 周辺
- 能楽の里歴史館 - 池田町の古面、能衣装や文化財を展示
- 鵜甘神社 - 田楽舞踊が伝わる神社
- 堀口家住宅 - 江戸時代初期の建築、須波阿湏疑神社に仕える12軒衆のうちの1軒
- かずら橋 - 足羽川渓谷にかかる木の吊り橋。水面からの高さは約12メートル、独特の揺れがありスリルが味わえる
- 池田町民俗博物館 - 衣食住に関する生活用具や農林業に用いた機具の展示がされている
- 梅田氏庭園 - 池田郷の豪族梅田氏の居館の林泉庭園
- 能面美術館（福井県） - 能楽の里池田町を象徴する施設。 館内には100面を超える能面を展示している